# Lime Cordiale
Lime Cordiale is een Australische rockband. De band werd opgericht in 2009 en bestaat uit de broers Oliver (Oli) en Louis Leimbach. Tijdens live-uitvoeringen wordt het duo ondersteund door een groep muzikanten waaronder een blazersensemble.
2011 was een succesvol jaar waarin de groep werd genomineerd voor een SMAC Award in de categorie Best song, The Landsdowne Band Competition werd gewonnen en ze de hoogste positie bereikten van de Triple J Unearthed Charts. Hun debuut-ep Faceless cat verscheen in 2012. Een jaar later werd de ep Falling up the stairs uitgebracht. In de daaropvolgende jaren vonden studio-opnames plaats en ging de band op tournee. Het eerste volwaardige album, Permanent vacation, kwam uit in 2017. In 2019 volgde de single Robbery. Het duo heeft opgetreden op Groovin' the Moo en South by Southwest.

## Discografie

### Album
- Permanent vacation, 2017

### Ep's
- Faceless cat, 2012
- Falling up the stairs, 2013

### Single
- Robbery, 2019